# Sistema glioxalasa
El sistema glioxalasa (en anglès: glyoxalase system) és un conjunt d'enzims encarregats de la destoxicació del metilglioxal i d'altres aldehids durant les diferents etapes del metabolisme. Aquest sistema ja s'ha estudiat tnt en bacteris com en eucariotes.
La destoxicació es realitza per l'accó consecutuva de dos enzimss tiol-dependents.Al principi, la glioxalasa I, catalitza la isomerització de l'hemitioacetal format entre le glutació (GSH) i els α-oxoaldehids (com és el metilglioxal) en S-2-hidroxyacilglutació La segona part és quan la glioxalasa II hidrolitza els tioèsters produïts per conduir, en l'exemple del métilglioxal, a la formació de lactat i de GHS à partir de S-D-lactoil-glutatió.
Aquest sistema mostra moltes de les característiques típiques dels enzims que disposen de toxines endògenes. En primer lloc mostren una especificitat estreta pel substrat. En segon lloc calen els tiols intracel·lulars com a part del mecanisme enzimètic i en tercer lloc, el sistema actua per a reciclar metabòlits reactius a una forma útil pel metabolisme cel·lular.